# Renée Faure
Pour les articles homonymes, voir Faure.
 (mars 2018).
Si vous disposez d'ouvrages ou d'articles de référence ou si vous connaissez des sites web de qualité traitant du thème abordé ici, merci de compléter l'article en donnant les références utiles à sa vérifiabilité et en les liant à la section « Notes et références ».
Renée Faure est une actrice française, née le 4 novembre 1918 à Paris 10e et morte le 2 mai 2005 à Clamart (Hauts-de-Seine).

## Biographie
Renée Paule Nanine Faure naît en 1918 dans le 10e arrondissement de Paris de René Faure, directeur de l'hôpital Lariboisière à Paris,
Renée Faure suit son cursus scolaire à la maison de la Légion d'Honneur de Saint-Denis et devient la plus jeune bachelière de sa promotion.
Élève de René Simon et d'André Brunot, cette passionnée de théâtre réussit le concours d'entrée à la Comédie-Française qu'elle intègre comme pensionnaire, le 15 juillet 1937, avant d'être nommée sociétaire, le 1er janvier 1942. Elle se produit alors dans les grandes pièces du répertoire, excellant particulièrement dans le théâtre de Marivaux et Musset.
En 1941, elle fait ses débuts au cinéma dans L'Assassinat du Père Noël, la première production française de la firme allemande Continental. Le film, dans lequel la jeune comédienne campe la fille d'Harry Baur, est réalisé par Christian-Jaque qu'elle épouse en 1947. Le couple tournera encore à trois reprises ensemble dans : Sortilèges, La Chartreuse de Parme et Adorables Créatures avant de divorcer en 1953.
Ses prestations suivantes confirment ses qualités d'interprète, passant rapidement de rôles angéliques (Les Anges du péché) à ceux, autrement ambigus, de femme passionnée (François Villon, Bel Ami, Torrents). Elle partage rapidement l'affiche avec les vedettes de l'époque, jouant à trois reprises avec Jean Gabin (Le Président).
Elle quitte la Comédie-Française le 30 décembre 1964. Quasiment aussitôt, le 1er janvier 1965, l'institution lui rend hommage en l'élevant au rang de sociétaire honoraire ce qui lui permettra d'y revenir pour jouer, vingt-deux ans plus tard, le rôle de la première prieure, Mme de Croissy, dans Le Dialogue des carmélites de Georges Bernanos, en 1987.

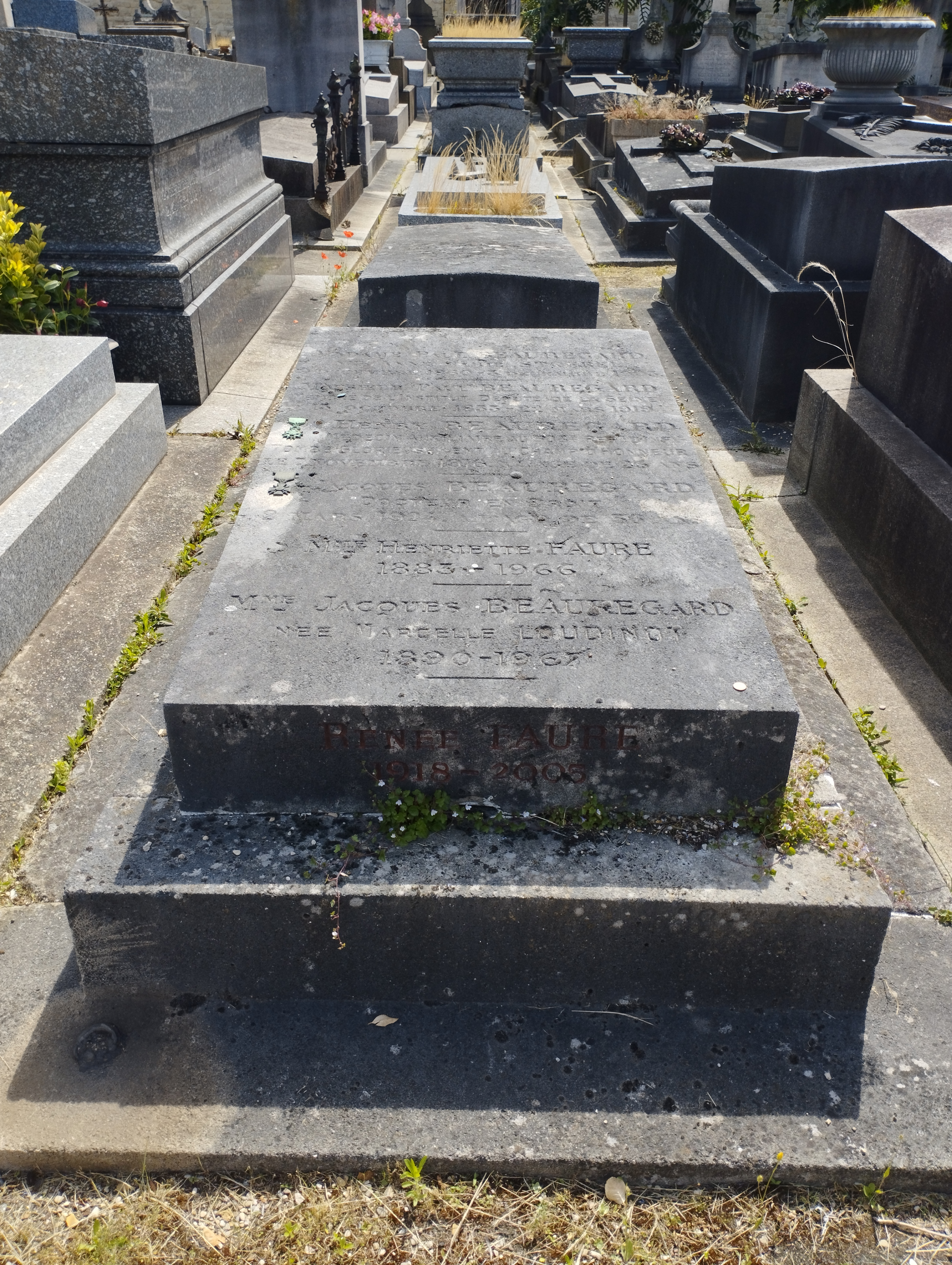
Tombe de Renée Faure au cimetière ancien de Boulogne-Billancourt (division 5).

La décennie suivante voit la comédienne se consacrer à la télévision et au théâtre. Connue du grand public à travers des séries à succès comme Les Gens de Mogador ou Maigret, l'actrice n'apparaît que de loin en loin sur grand écran, jouant de sa voix grave et de son allure gracile dans Le Juge et l'Assassin, de Bertrand Tavernier, aux côtés de Philippe Noiret et Michel Galabru. En 1988, Claude Miller la distribue dans le rôle de la matriarche de La Petite Voleuse face à la jeune Charlotte Gainsbourg.
Dans les années 1990, Renée Faure ralentit son activité, apparaissant néanmoins dans À la vitesse d'un cheval au galop (2002) et L'Inconnu dans la maison (1992), remake du film d'Henri Decoin (1941), l'année de ses débuts au cinéma.
Elle meurt en 2005 à Clamart. Elle repose au cimetière ancien de Boulogne-Billancourt (division 5).

## Théâtre

### Comédie-Française
- 1938 : La Coupe enchantée de Jean de La Fontaine et Champmeslé, mise en scène André Bacqué
- 1938 : Esther de Racine, mise en scène Georges Le Roy : première israélite
- 1938 : Asmodée de François Mauriac, mise en scène Jacques Copeau : Emmanuelle
- 1938 : L'Anglais tel qu'on le parle de Tristan Bernard : Betty
- 1938 : Madame Sans-Gêne de Victorien Sardou et Émile Moreau : Mme de Canisy
- 1938 : La Dispute de Marivaux, mise en scène Jean Martinelli : Églé
- 1938 : Ruy Blas de Victor Hugo, mise en scène Pierre Dux : un page
- 1938 : Tricolore de Pierre Lestringuez, mise en scène Louis Jouvet : Marquise
- 1938 : Cyrano de Bergerac d'Edmond Rostand, mise en scène Pierre Dux : un page / une sœur
- 1939 : Le Jeu de l'amour et de la mort de Romain Rolland, mise en scène Denis d'Inès : Chloris Soucy
- 1939 : La Belle Aventure de Gaston Arman de Caillavet, Robert de Flers, Étienne Rey : Jeanne de Verceil
- 1940 : La Nuit des rois de William Shakespeare, mise en scène Jacques Copeau : Viola
- 1941 : André del Sarto d'Alfred de Musset, mise en scène Jean Debucourt : Cesario
- 1942 : Un caprice d'Alfred de Musset, mise en scène Maurice Escande, Comédie-Française : Mathilde
- 1942 : Gringoire de Théodore de Banville, mise en scène Denis d'Inès, Comédie-Française : Loyse
- 1942 : Le Distrait de Jean-François Regnard, mise en scène Jean Meyer : Isabelle
- 1942 : Phèdre de Racine, mise en scène Jean-Louis Barrault : Aricie
- 1944 : Asmodée de François Mauriac, mise en scène Jacques Copeau : Emmanuelle
- 1945 : Les Mal-aimés de François Mauriac, mise en scène Jean-Louis Barrault : Marianne
- 1949 : Le Roi de Robert de Flers et Gaston Arman de Caillavet, mise en scène Jacques Charon : Marthe
- 1950 : Les Caves du Vatican d'André Gide, mise en scène Jean Meyer : Geneviève
- 1952 : Six personnages en quête d'auteur de Luigi Pirandello, mise en scène Julien Bertheau : la belle-fille
- 1952 : Roméo et Juliette de William Shakespeare, mise en scène Julien Bertheau : Juliette
- 1952-1953 : Britannicus de Racine, mise en scène Jean Marais : Junie
- 1954 : Les Amants magnifiques de Molière, mise en scène Jean Meyer : Eriphile
- 1958 : Le Maître de Santiago de Henry de Montherlant, mise en scène Henri Rollan : Mariana
- 1959 : Électre de Jean Giraudoux, mise en scène Pierre Dux :
- 1961 : Oncle Vania d'Anton Tchekhov, mise en scène Jacques Mauclair : Sonia
- 1961 : Le Dialogue des Carmélites de Georges Bernanos, mise en scène Marcelle Tassencourt, Comédie-Française, Théâtre Montansier : Blanche de La Force
- 1961 : Ruy Blas de Victor Hugo, mise en scène Jean Marchat : le Reine
- 1962 : Bérénice de Jean Racine, mise en scène Paul-Émile Deiber : Bérénice (36 fois de 1962 à 1965)
- 1963 : Marie Stuart de Friedrich Schiller, mise en scène Raymond Hermantier, création au Mai musical de Bordeaux, puis reprise à la Comédie-Française : Marie Stuart
- 1987 : Le Dialogue des carmélites de Georges Bernanos, mise en scène Gildas Bourdet, Comédie-Française en résidence au Théâtre de la Porte-Saint-Martin  et à l'Opéra de Lille : Mme de Croissy, la première prieure

### Hors Comédie-Française
- 1956 : La Servante d'Evolène de René Morax, mise en scène René Morax et Jacques Béranger, Théâtre du Jorat
- 1961 : Antigone de Jean Anouilh, mise en scène André Barsacq
- 1965 :  L'Aigle à deux têtes de Jean Cocteau, mise en scène de Serge Bouillon, Tournées Baret et gala au théâtre Montansier
- 1966 : Pulchérie de Corneille, mise en scène Serge Bouillon Festival de Barentin : Pulchérie
- 1967 : Marie Tudor de Victor Hugo, mise en scène Jean Darnel, château de l'Empéri : Marie Tudor
- 1967 : Laodice, reine de Cappadoce de Thomas Corneille, mise en scène Serge Bouillon Festival de Barentin : Laodice
- 1967 : La Mouette d'Anton Tchekhov, mise en scène Sacha Pitoëff, Théâtre moderne : Irina Nikolaievna Arkadina
- 1967 : Vassa Geleznova de Maxime Gorki, mise en scène Pierre Valde, Théâtre de Colombes
- 1969 : Noces de Sang de Federico García Lorca, mise en scène Serge Bouillon, Théâtre de l'Athénée
- 1971 : La Forêt de Alexandre Ostrovski, mise en scène André Barsacq, Théâtre de l'Atelier
- 1971 : Dumas le magnifique d'Alain Decaux, mise en scène Julien Bertheau, Théâtre du Palais-Royal : Marguerite de Bourgogne
- 1973 : Liolà de Luigi Pirandello, mise en scène Henri Delmas et Gabriel Garran, Théâtre de la Commune : La Mère Croce
- 1975 : Au théâtre ce soir : Il était une gare de Jacques Deval, mise en scène Jacques Mauclair, réalisation Pierre Sabbagh, Théâtre Édouard-VII
- 1976 : L'Homme de cendres d'André Obey, mise en scène Jean-Pierre André, Festival de Vaison-la-Romaine
- 1978 : Les Rêves de Fariatiev d'Alla Sokolova, mise en scène Nina Aiba, théâtre du Marais
- 1981 : Au théâtre ce soir : Les Pas perdus de Pierre Gascar, mise en scène Jacques Mauclair, réalisation Pierre Sabbagh, Théâtre Marigny
- 1982 : Au théâtre ce soir : La Maison de l'Estuaire de Marcel Dubois, mise en scène Jacques Ardouin, réalisation Pierre Sabbagh, Théâtre Marigny
- 1985 : Hugo, l'homme qui dérange de Claude Brulé, mise en scène Paul-Émile Deiber, Théâtre national de l'Odéon : Juliette Drouet
- 1990 : Le Ciel est par-dessus le toit de Jacques Hiver, réalisation Anne Lemaître, France Culture : avec Jacques Dufilho

## Filmographie

### Cinéma
- 1941 : L'Assassinat du Père Noël de Christian-Jaque : Catherine Cornusse
- 1942 : Le Prince charmant de Jean Boyer : Rosine
- 1943 : Des jeunes filles dans la nuit de René Le Hénaff : Mlle Barfleur
- 1943 : Les Anges du péché de Robert Bresson : Anne-Marie Lamaury
- 1944 : Béatrice devant le désir de Jean de Marguenat : Béatrice
- 1945 : François Villon d'André Zwobada : Catherine de Vauselles
- 1945 : Sortilèges de Christian-Jaque : Catherine Fabret
- 1946 : La Grande Aurore de Giuseppe Maria Scotese : Anna Gamba
- 1947 : Torrents de Serge de Poligny : Sigrid
- 1948 : La Chartreuse de Parme de Christian-Jaque : Clelia Conti
- 1948 : L'Ombre d'André Berthomieu : Denise Fournier
- 1949 : On n'aime qu'une fois de Jean Stelli : Danièle
- 1952 : Adorables Créatures de Christian-Jaque : Alice
- 1953 : Koenigsmark de Solange Térac : Mélusine de Graffendried
- 1954 : Raspoutine de Georges Combret : Véra
- 1955 : Bel Ami de Louis Daquin : Madeleine Forestier
- 1956 : Le Sang à la tête de Gilles Grangier : Mademoiselle
- 1958 : Cargaison blanche de Georges Lacombe : Mme Ploit
- 1959 : Rue des prairies de Denys de La Patellière : Mme Surville
- 1961 : Le Président d'Henri Verneuil : Mlle Millerand
- 1966 : Les Sultans de Jean Delannoy : Odette Messager
- 1976 : Le Juge et l'Assassin de Bertrand Tavernier : Mme Rousseau
- 1979 : Un neveu silencieux de Robert Enrico : Mme Verrière
- 1982 : Ombre et Secrets, court-métrage de Philippe Delabre
- 1985 : L'Amour en douce d'Édouard Molinaro : Tante Thérèse
- 1988 : La Petite Voleuse de Claude Miller : Mère Busato
- 1989 : Dédé de Jean-Louis Benoît : La grand-mère
- 1991 : À la vitesse d'un cheval au galop de Fabien Onteniente : Odette Courcel
- 1992 : L'Inconnu dans la maison de Georges Lautner : Fine
- 1997 : La Vie intérieure, court-métrage d'Eddy Geradon-Luyckx
- 1998 : Homère, la dernière odyssée de Fabio Carpi : Eugénie

### Télévision
- 1964 : Le Théâtre de la jeunesse : David Copperfield de Marcel Cravenne
- 1970 : Lancelot du lac de Claude Santelli
- 1972 : Les Gens de Mogador, série de Robert Mazoyer : Contance Angellier
- 1972 : Les Évasions célèbres (épisode L'Evasion du duc de Beaufort) : Princesse de Condé
- 1973 : Le Temps de vivre... Le Temps d'aimer (série télévisée) : la mère de Mathilde
- 1974 : Madame Bovary de Pierre Cardinal
- 1977 : Recherche dans l'intérêt des familles, épisode Le Coupable de Philippe Arnal
- 1979 : Les Dossiers éclatés : Mort non naturelle d’un enfant naturel de Roger Kahane
- 1980 : L'Aéropostale, courrier du ciel, de Gilles Grangier
- 1980 : Les Mystères de Paris d'André Michel
- 1981 : Le Sang des Atrides de Samuel Itzkovich
- 1983 : Le Général a disparu d'Yves-André Hubert : Yvonne de Gaulle.
- 1990 : Les Cinq Dernières Minutes de Guy Jorré, épisode : Le Miroir aux alouettes
- 1991 : Maigret et la Grande Perche de Claude Goretta : Mme Serre
- 1998 : Une femme d'honneur de Philippe Monnier, épisode : Mort en eaux troubles : Mme Schwartz